# Намхансансон
Намхансансон (кор. 남한산성, трансліт. 南漢山城, досл. «фортеця на горі Намхан») — фортеця на висоті 480 м над рівнем моря на південний схід від Сеула на горі Намхан (кор. 남한산). Територія фортеці Намхансансон — Провінційний парк Намхансансон. У парку розташовані фортечні укріплення XVII століття та декілька храмів. 2014 року фортецю було включено до списку Світової спадщини ЮНЕСКО. Фортеця Намхансансон стала своєрідним символом суверенітету Кореї.

## Історія
Традиція пов'язує Намхансансон з королем Онджо, засновником Пекче. 672 року фортеця під назвою Чуджансон (кор. 주장성, 晝長城) була побудована на західному краю Намхансана для захисту Сілла від танського Китаю. Пізніше фортеця отримала назву Ільчансон (кор. 일장성, 日長城). Королі Корьо регулярно реставрували фортецю, аби мати форпост на підступах до Кванджу.
Більша частина фортеці, що збереглася до наших днів, була споруджена за часів династії Чосон. Спорудження почалося 1624 року, коли манчжури загрожували китайській династії Мін. 1636 року манчжури розпочали вторгнення до Кореї й чосонський король Інджо разом зі своїм двором та 13 800 воїнами сховався в Намхансансоні. Тут вони опинилися в вигідній оборонній позиції. Короля особисто захищали 3000 ченців-охоронців. Манчжури не змогли взяти фортецю штурмом, однак після 45 днів облоги у захисників закінчилися харчі, й король був змушений здатися: він передав противнику своїх синів як заручників та відмовився від підтримки династії Мін. На знак цієї події на південному шляху з Сеула до фортеці був споруджений монумент Самджондо (кор. 삼전도비, 三田渡碑).
Після відступу манчжурів Намхансон зберіг свій вигляд аж до правління короля Сукчона, який розширив фортецю, прибудувавши укріплення Понгамсон на північному сході фортеці. Ще одна прибудова, Ханбонсон, була збудована 1693 року вздовж гірського хребта на схід від фортеці. Фортеця зазнала оновлення в роки правління короля Енджо (1724—1776). Сірі цегляні парапети було споруджено 1778 року.
1751 року павільйон фортеці отримав другу назву, Муманну (кор. 무망루, 無忘樓), «незабутня вежа», на згадку про ганьбу капітуляції перед манчжурами. До того ж часу відноситься гробниця Чхонгедан, споруджена на згадку про Чи Хо (кор. 이회), страченого за безпідставним звинуваченням у помилках при будівництві південної частини Намхансансона.
Фортеця залишалася без вжитку й поступово руйнувалася. Та 1954 року було розпочато масштабну реконструкцію пам'ятки, а саму фортецю з прилеглою територією оголосили національним парком. Раніше Намхансансон мала 9 храмів, а також численні командні пости й наглядові вежі. До теперішнього часу зберігся єдиний командний пост, Соджанде (кор. 서장대, 西將台), та єдиний храм, Чхангенса (кор. 창경사). Кілька інших храмів, побудованих в пізніший час, розташовані вздовж дороги вгору до південних воріт та уздовж фортечних мурів. Реставровано північну, південну та східну брами.
Поруч з фортецею розташовано декілька інших історичних пам'яток, зокрема, пов'язані з королем Онджо з Пекче пам'ятники Суннельджон (кор. 숭렬전, 崇烈殿) і Чхимгваджон (кор. 침과정, 枕戈亭). Недалеко від західного муру раніше знаходився обеліск Сонсутхап (кор. 송수탑, 頌壽塔) з металевим феніксом на вершині, споруджений 1955 року на честь 80-річчя колишнього президента Чи Синмана. Після повалення Чи Синмана в 1960 році обеліск було знесено (його зображення збереглося на поштовій марці, випущеній з нагоди його спорудження).